# تپه نهاوند
تپه نهاوند مربوط به دوران‌های تاریخی پس از اسلام است و در شهرستان تاکستان، بخش خرمدشت شمال شهر خرمدشت واقع شده و این اثر در تاریخ ۱۶ آبان ۱۳۷۹ با شمارهٔ ثبت ۲۸۶۷ به‌عنوان یکی از آثار ملی ایران به ثبت رسیده است.